# Microgramma bifrons
Microgramma bifrons là một loài dương xỉ trong họ Polypodiaceae. Loài này được Hook. Lellinger mô tả khoa học đầu tiên năm 1977.